# ماساکو هوزومی
ماساکو هوزومی (ژاپنی: 穂積 雅子؛ زادهٔ ۱۱ سپتامبر ۱۹۸۶) اسکیت‌باز سرعت اهل ژاپن است.